# سیندرلا (فیلم ۱۹۵۰)
سیندرلا (به انگلیسی: Cinderella) انیمیشنی آمریکایی محصول سال ۱۹۵۰ میلادی (۱۳۲۹ ه‍.ش) ساختهٔ والت دیزنی است. داستان این فیلم برگرفته از داستان «سیندرلا» اثر شارل پرو می‌باشد. این فیلم از نگاه انجمن فیلم آمریکا، یکی از ۱۰ فیلم انیمیشن برتر جهان است.
سیندرلا دختری بسیار زیبا و مهربان است که در خانه ای بزرگ، همراه با نامادری و خواهرهای ناتنی اش آناستازیا و درزیلا زندگی میکند. خواهر های ناتنی سیندرلا به شدت حسود و بدجنس هستند و همیشه سیندرلا را آزار میدهند و با او مثل خدمتکار شخصی خودشان رفتار میکنند‌.

## جوایز
این فیلم سه بار برای بهترین موسیقی نامزد و موفق به دریافت جایزهٔ اسکار شده‌است. همچنین در نخستین جشنواره بین‌المللی فیلم برلین خرس طلایی و جایزهٔ بزرگ برنز پلیت را برنده شد.
در ماه ژوئن ۲۰۰۸ انجمن فیلم آمریکا این پویانمایی را در بخش ۱۰ فیلم برتر در ۱۰ موضوع به عنوان یکی از ۱۰ فیلم پویانمایی برتر از دیدگاهش قرار داد، سیندرلا پس از رأی‌گیری و رأی دادن بیش از ۱٬۵۰۰ نفر از جامعهٔ خلاق فیلم و انیمیشن، به‌عنوان نهمین فیلم برتر در گونهٔ انیمیشن اذعان شد.